# Provolone
|                    | |
| Herkunft           | Italien (Cremona, Piacenza, Brescia, Verona, Vicenza, Rovigo, Padua, Lodi, Bergamo, Mantua, Trient) |
| Milch              | Kuh/Vollmilch                                                                                       |
| Behandlung         | Pasteurisation                                                                                      |
| Käsegruppe         | Schnittkäse/Hartkäse vom Typ Filata                                                                 |
| Fett i. Tr.        | 44 %                                                                                                |
| Reifezeit          | 1–12+ Monate, je nach Typ                                                                           |
| Hersteller- gruppe | Consorzio Tutela Provolone                                                                          |
| Anschrift          | Piazza Marconi, 3 – 26100 Cremona, Italien                                                          |

Provolone oder Provola ist ein italienischer Schnittkäse/Hartkäse vom Typ Filata mit 44 % Fett i. Tr. Der Provolone Valpadana DOP genießt den Rang einer geschützten Herkunftsbezeichnung.

## Geschichte
Das Herstellungsgebiet des Provolone Valpadana umfasst heute mehrere norditalienische Provinzen; als Filata-Käse gehört der Provolone aber ursprünglich zur Familie der süditalienischen Käsesorten. Nach historischen Quellen kommt er aus Lukanien und fand während der Renaissance seinen Weg in den Norden Italiens. Nach der Vereinigung Italiens im Jahr 1861 zogen mehrere süditalienische Käser in die fruchtbaren Gegenden der Po-Ebene und begannen dort, ihre überlieferten Käse, allerdings in größerer Menge und Formenvielfalt, herzustellen. 
Erst ab dem Ende des 19. Jahrhunderts taucht der heute gebräuchliche Name Provolone auf. Seither ist es auch üblich, ihn in größeren Laiben bis zu einem Doppelzentner (100 kg) zu produzieren. Die DOP-Bezeichnung erhielt der Käse am 9. April 1993. Seit dem 12. Juni 1996 ist der Käse EU-weit geschützt (g.U./PDO). Das 1975 gegründete Schutzkonsortium Consorzio Tutela Provolone umfasst heute (Stand: 2002) 30 Erzeugerbetriebe, die jährlich fast 100.000 t Provolone Valpadana produzieren und ihren Käse mit dem Konsortiumszeichen in Form von Plakette oder Siegel als Qualitätsgarantie auszeichnen.

## Varianten
Provolone ist in sehr vielen verschiedenen Formen im Handel erhältlich, die mit eigenen Namen bezeichnet werden. So gibt es zylindrische bis wurstförmige Arten namens Pancetta (eigentlich ein Bauchspeck vom Schweín), Pancettone oder Salamino. Andere Formen heißen Gigante, Gigantino oder Gigantone und sehen aus wie eingeschnürte Konen. Eine kleinere Sorte nennt sich Topolino („Mäuschen“). Kugelförmig sind die Sorten Mandarino, Melone und Provole. Auch birnen- oder flaschenförmige Formen sind gebräuchlich. 
Je nach Geschmack und künstlerischer Neigung gibt es auch Käser, die Provolone in Tierform und anderen Gestalten käsen. Die Größe der Laibe variiert zwischen 0,5 kg bis 100 kg. Der dem Provolone ähnliche Ragusano DOP ist quadratisch und gilt als eigene Käsesorte. Die häufigste Form des Provolones ist rund, oval oder birnenförmig und wird mit einer Schnur eingebunden und mit einer dünnen gelben Paraffinschicht ummantelt.
Provolone wird in zwei Geschmacksrichtungen hergestellt. Der Provolone dolce wird mit Kälberlab gekäst und reift vier Wochen bis drei Monate. Beim Tipo piccante kommt Lab von Schafen oder Ziegen oder eine Mischung beider zum Einsatz. Die Reifezeit beträgt mindestens drei Monate, je nach Größe auch bis zu einem Jahr. Einige Arten des Provolone werden auch geräuchert angeboten.

## Eigenschaften und Verwendung

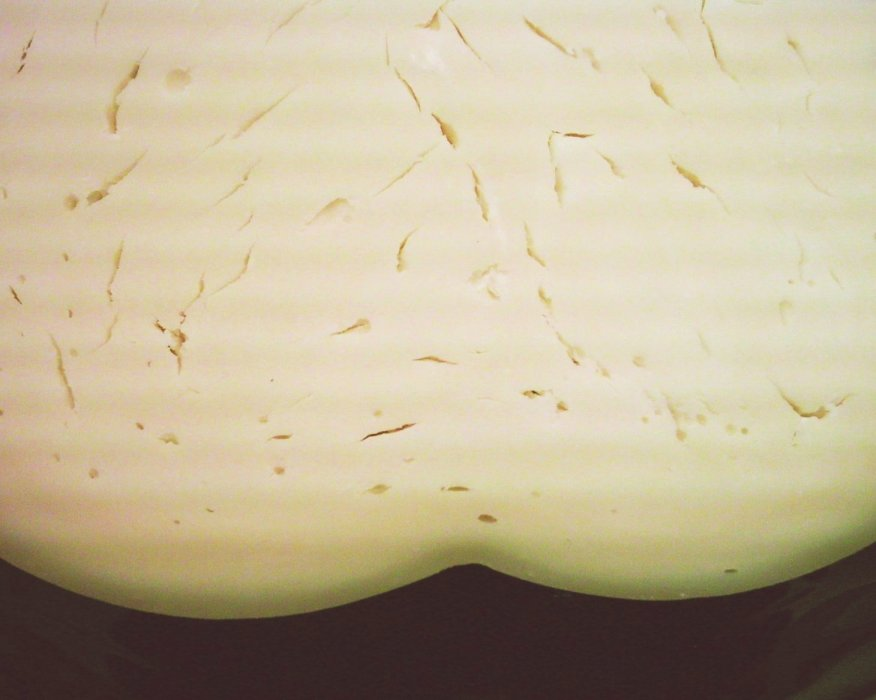
Provolone Valpadana dolce, typische Rissbildung im Teig

Der Provolone ist ein halbharter Filata-Käse, der Teig ist fest, leicht elastisch, von weißer bis hellgelber Farbe und hat wenige, unregelmäßige Bruchlöcher und Risse. Sein Geschmack ist mild und sahnig beim Typ dolce, stärker bis kräftig beim Typ piccante. Ausnahmsweise ist für die Herstellung von Provolone der Lebensmittelzusatzstoff E 239 als Konservierungsstoff (ein Zerfallsprodukt dieses Hexamethylentetramin ist Formaldehyd) zugelassen.
Seine guten Schmelz- und Fadenbildungseigenschaften machen den Provolone in der warmen Küche ideal für die Verwendung in Vorspeisen und Hauptgerichten; er passt gut zu Gemüse, schmeckt aber auch kalt zu Brot. Außerdem ist er Bestandteil der Muffuletta aus New Orleans und des Philly Cheesesteaks. In Argentinien und Uruguay wird Provolone aus heimischer Produktion in Scheiben von 10 bis 15 cm Durchmesser und 1 bis 2 cm Dicke gegrillt und typischerweise beim Asado als Vorspeise verzehrt.